# Leobendorf
Leobendorf è un comune austriaco di 4 872 abitanti nel distretto di Korneuburg, in Bassa Austria; ha lo status di comune mercato (Marktgemeinde).

## Geografia
Le comuni catastali sono Leobendorf, Oberrohrbach, Tresdorf e Unterrohrbach.